# Suspilne Kultura
Suspilne Kultura (ukr. Суспільне Культура) – kanał telewizyjny ukraińskiego nadawcy publicznego Suspilne, uruchomiony 1 stycznia 2002 roku. Kanał nadaje głównie programy kulturalne. 